# Helios (Satellit)

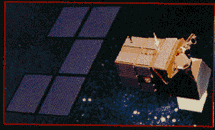
Zeichnung eines Helios-I-Satelliten

Helios ist der Name einer französischen Konstellation von optischen Aufklärungssatelliten. Insgesamt vier Satelliten wurden von 1995 bis 2009 gestartet. Nutzungsrechte haben auch Belgien, Spanien, Italien und Deutschland. Frankreich möchte das Helios-System durch die Composante Spatiale Optique (CSO), einem System aus drei militärischen Beobachtungssatelliten, ersetzten. Der erste dieser Satelliten – CSO 1 wurde Ende 2018 gestartet, der zweite Ende 2020.

## Geschichte
EADS Astrium erhielt von der französischen Beschaffungsbehörde DGA und der nationalen französischen Weltraumagentur CNES den Zuschlag als Hauptauftragnehmer für Helios, sowohl für die Satelliten als auch für das Nutzerbodensegment. Nach der Zusammenlegung von Astrium mit Airbus Military wird das Nutzerbodensegment seit 2014 vom Airbus Defence and Space weiter betrieben.
Der erste Helios-1-Satellit wurde am 7. Juli 1995 ins All gebracht. Der erste Helios-II-Satellit wurde Ende 2004 gestartet, um den Ausfall von Helios 1B zu kompensieren. Dieser war am 3. Dezember 1999 gestartet und nach einem Fehler in der Stromversorgung im Oktober 2004 aus dem Helios-1A-Orbit entfernt worden. Helios 2B trat am 14. Dezember 2023 in die Erdatmosphäre ein und verglühte.
Die Kosten für Helios IIA wurden mit einer Milliarde Euro veranschlagt.

## Fähigkeiten
Die maximale Auflösung der Hélios-1-Satelliten beträgt 1 m, die Schwadbreite 10 km. Die Satelliten der Helios-II-Generation verfügen über eine verbesserte Auflösung von 35 cm, erhöhte Datenübertragungsrate sowie Infrarotsensoren für Nachtaufnahmen. Die Satelliten umkreisen die Erde in 700 km Höhe in einer sonnensynchronen Umlaufbahn.

## Missionen
| Mission   | Start (UTC)       | Trägerrakete | NSSDC-ID  |
| --------- | ----------------- | ------------ | --------- |
| Helios 1A | 7. Juli 1995      | Ariane-40    | 1995-033A |
| Helios 1B | 3. Dezember 1999  | Ariane-40    | 1999-064A |
| Helios 2A | 18. Dezember 2004 | Ariane-5G+   | 2004-049A |
| Helios 2B | 18. Dezember 2009 | Ariane-5GS   | 2009-073A |

## Helios-Zentralen
Durch bilaterale Abkommen können die Informationen des deutschen SAR-Lupe-Systems und der italienischen COSMO-Skymed-Satelliten von allen beteiligten Ländern abgerufen werden.
- CPHF – Creil – Frankreich
- CPHB – Brüssel – Belgien
- CPHI – Patrica di Mare – Italien
- CPHE – Torrejón de Ardoz – Spanien
- CPHD – Gelsdorf – Deutschland
- CPHH – Tanagra – Griechenland